# Stavelot (schip, 1945)
Het motorschip Stavelot van 8.065 ton was van oorsprong een Duits vrachtschip.

## Geschiedenis
Het vrachtschip werd in 1943, midden in de Tweede Wereldoorlog, door de Duitse overheid en voor de  Norddeutscher Lloyd AG besteld te Hoboken, Antwerpen bij de scheepswerf John Cockerill. Het kreeg de naam Coburg. Dankzij een langzaamaanactie van de werfarbeiders werd het schip niet voor het einde van de oorlog afgewerkt. De Belgische regering nam het inmiddels voltooide vrachtschip uiteindelijk in gebruik in 1945. Hij voer voortaan van Antwerpen naar Matadi, Boma of Lobitho in Congo. In 1949 droeg De Belgische Staat het schip over aan de C.M.B. (Compagnie Maritime Belge), die het Stavelot noemde en in 1955 weer van de hand deed.
Het was een modern ogend vrachtschip met een voor die tijd moderne opbouw en de traditionele C.M.B.-kleur beige, in de grote ronde maar korte schoorsteen. De romp was, zoals voortaan de Belgische schepen geverfd zouden worden, rood-oranje met een witte bovenverschansing en opbouw. Het schip had vier grote rode masten met elk vier rode laadbomen en drie schroeven.
Tevens had hij nog vier kleinere rode masten die voor en achter de opbouw stonden en die ook nog elk een kortere laadboom bezaten. In het totaal had het schip 20 laadbomen. Op het achterschip had het vaartuig nog eens twee kleine, bijeen staande masten. Het schip had qua vormgeving en constructie niet uit de toon gevallen met het hedendaagse zeescheepsvrachtverkeer.
NDL kocht het schip terug in 1955 en noemde het Rothenstein.